# Ferner Osten

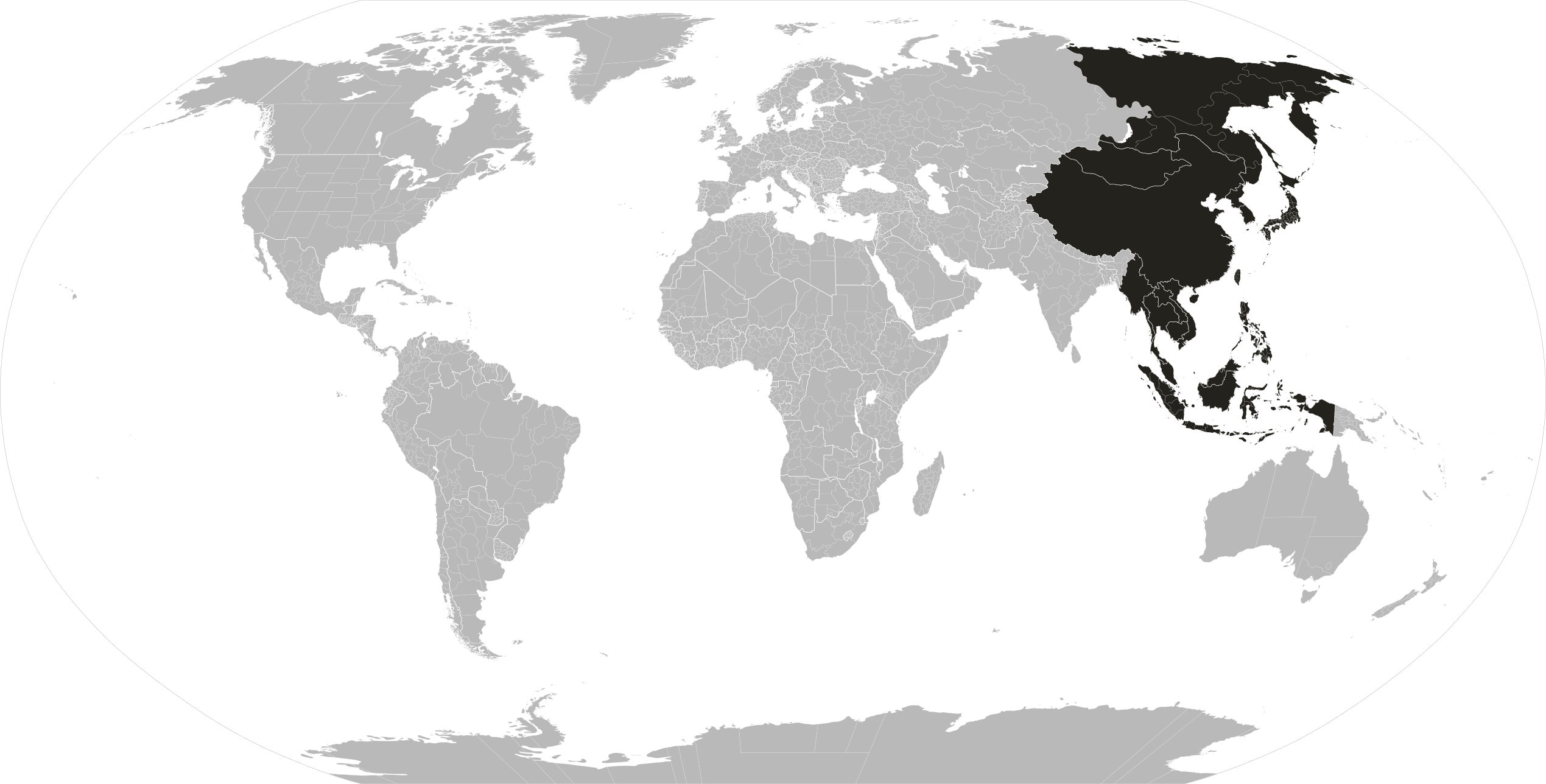
Weltkarte mit Fernem Osten

Mit Ferner Osten (auch Fernost) bezeichnet man eine Region im Osten Asiens. Er ist nicht mit Ostasien deckungsgleich, da er Nordost- und Südostasien mit einschließt.

## Historische Definition
In der Sprache des britischen Empire bezeichnete Fernost (Far East) seit dem frühen 19. Jahrhundert alle asiatischen Territorien jenseits von Nahem und Mittlerem Osten. Dazu gehörten Indochina, China, Japan, Korea und die pazifiknahen Gebiete Russlands (Russisch-Fernost), seltener auch der indische Subkontinent (der meist aber zum Mittleren Osten gezählt wurde). Dies entspricht in heutiger Terminologie Ost- und Südostasien. 
Auch die Amerikaner übernahmen dieses Konzept. In der britischen und französischen Diplomatie und Publizistik überwog das Fernost-Konzept noch bis in die 1960er Jahre, während in der deutschsprachigen und der japanischen Diplomatie bereits seit Mitte des 19. Jahrhunderts das Konzept Ostasien entwickelt und gepflegt wurde. Seit dem Ende des Vietnamkriegs ist die Bezeichnung Fernost auch in der englischsprachigen Welt deutlich auf dem Rückzug.
Als geografischer Fachbegriff hat sich dieses Konzept nie durchgesetzt, da es keine den geowissenschaftlichen Ansprüchen genügende Definition des Begriffs Ferner Osten gibt.

## Das Bild vom Fernen Osten
Im 18. Jahrhundert übte der Ferne Osten eine beträchtliche Faszination auf Europa aus. Dies schlug sich in einer idealisierten China-Mode, der Chinoiserie des Rokoko nieder. Ziergärten mit Teehäusern und Pavillons waren beliebt.
Das 19. Jahrhundert sah den Fernen Osten wesentlich pessimistischer. Romane wie Die Leiden eines Chinesen in China von Jules Verne (1879) und Der blaurote Methusalem von Karl May (1888) lieferten düstere, von europäischer Überlegenheit ausgehende Bilder. Einer der bedeutendsten Reiseberichte dieser Zeit war Ferdinand von Richthofens fünfbändiges Werk China. Ergebnisse eigener Reisen und darauf gegründeter Studien (ab 1877). Der Boxeraufstand schlug sich unter anderem in Franz Trellers Hung-Li nieder; Karl May schrieb 1901 dazu einen pazifistischen Beitrag (Und Friede auf Erden).